# Cusabo
Els cusabo (també corsaboy) van ser un grup de tribus ameríndies històriques que vivien al llarg de la costa de l'oceà Atlàntic en el que avui és Carolina del Sud, aproximadament entre l'actual Charleston i al sud del riu Savannah, en el moment de l'arribada dels europeus. Els colons anglesos sovint es referien a ells com un dels indis d'assentament de Carolina del Sud, les tribus que es van assentar entre els colons.
Els colons van registrar cinc grups que parlaven una llengua comuna, encara que molt diferent de les principals famílies de llengües conegudes als voltants, com les algonquines, iroqueses, muskogi i sioux. Amb els anglesos instal·lats a la seva terra a Charleston a partir del segle xvii els cusabo desenvoluparen una relació d'acomodació amb la colònia que va persistir a principis del segle xviii. Després de la Guerra Yamasee de 1712, els membres supervivents de la tribu va emigrar a unir-se als creek o catawbes.

## Divisions polítiques
Entre les sub-tribus cusabo hi ha els ashepoo, combahee, coosa (també coosaw, cussoe, o kussoe; no és el mateix poble que el cacicat de Coosa de la Cultura del Mississipi a Geòrgia), edisto (també edistow), escamacu (també indis de St. Helena), etiwan (també irwan o eutaw), kiawah, stono, wando, wappoo i wimbee. Els indis d'assentament no cusabos registrats en un informe de 1696 eren els sewee i santee.

## Llengua
Encara que en la dècada de 1930 l'antropòleg John Reed Swanton teoritzà que els cusabo podien haver parlat una forma de muskogi, recerques més recents ho poden en dubte. L'idioma parlat pels cusabo és pràcticament desconegut i actualment extingit. No semblava estar relacionada amb altres famílies lingüístiques conegudes a Amèrica del Nord.
Hi ha evidència que almenys cinc tribus de la costa, al territori del baix Savannah al riu Wando (a l'est de Charleston), parlaven una llengua comuna, que era diferent de les llengües dels veïns guale i sewee. És probable que els Ashepoo, Combahee, Escamaçu, Etiwan, i Kiawah també parlessin aquesta llengua,que és coneguda com a cusaboan. Només foren registrades unes poques paraules en aquesta llengua (majoritàriament noms de ciutats) per part de l'explorador francès del segle xvi René Goulaine de Laudonnière. (Un exemple era Skorrye o Skerry, que vol dir "dolent" o "enemic"). La majoria de les paraules tenen traducció. Han sobreviscut aproximadament 100 noms de llocs i 12 noms personals en cusabo.
Els noms de llocs no semblen estar relacionats amb les llengües algonquines, iroqueses, muskogi o siouan utilitzades per altres tribus costaneres i del Piemont de Carolina del Sud. (En els llocs vivien els sewee i santee els noms de llocs són en llengües catawba)
John Reed Swanton creia que l'element bou o boo, potser el mateix bou en la paraula cusabo Westo boe que vol dir "riu Westoe", que es repeteix en molts topònims costaners, es relaciona amb rl choctaw -bok (riu). Especula que el cusabo estava relacionat amb la família muskogi. Estudiosos posteriors pensen que aquesta relació de sons podria haver estat una coincidència sense sentit, sobretot perquè l'antiga forma choctaw era bayok (petit riu, riu que forma part d'un delta). Creuen que el cusabo era una llengua diferent.
Blair Rudes ha suggerit que el sufix -bo i altres evidències poden indicar una relació amb les llengües arawak dels pobles indígenes del Carib. Si fos així, significaria que parts de la costa de l'Atlàntic podrien haver estat poblades pels pobles indígenes de les illes del Carib.

## Història
Els noms de moltes subtribus cusabo i catawba poden ser reconeguts entre les províncies que van ser descrites per Francisco de Chicora (era un nadiu que va ser segrestat des de l'àrea del riu Pee Dee pels espanyols en 1521, i acompanyà l'expedició de tornada a Espanya, on en va aprendre l'idioma. El seu Testimoni de Francisco de Chicora fou recollit pel cronista de la cort Pere Màrtir i publicat en 1525.) En 1526 el grup de Lucas Vázquez de Ayllón visità la seva àrea i registrà alguns noms.
La colònia anglesa de Carolina del Sud va ser fundada al mig de la terra cusabo, i el grup de tribus va quedar estretament lligat a la colònia. En la primera dècada després de la fundació de Charles Town en 1670, va haver conflicte guerra entre alguns cusabo i la nova colònia. La subtribu Kussoe (Coosa) va ser la primera a entrar en conflictes violents; Carolina va declarar la guerra contra ells l'octubre de 1671. Els Kussoe van haver d'amagar-se, però es van mantenir a la zona. En els primers anys de la colònia no era difícil per als indis de "quedar-se a baix" si eren buscats. Durant tres anys, els registres colonials no fan esment dels kussoe o de la guerra.
En 1674 els registres anoten un possible atac dels Kussoe en el que tres colons van morir. Durant el mateix any els Stono, una subtribu cusabo, lluitaren contra la colònia. Aquest conflicte (no s'ha de confondre amb la posterior rebel·lió de Stono d'esclaus africans) era similar a la Guerra Kussoe War. Els registres colonials no són clars en com va acabar la guerra Kussoe-Stono, llevat del fet que es va resoldre a favor de Carolina del sud. La colònia va obligar les tribus a cedir grans extensions de terra rica. A més reclamaren als Kussoe un pagament simbòlic d'un tribut d'una pell de cérvol al mes. Els kussoe, stono, i altres subtribus cusabo van romandre a la zona, vivint en relativa pau amb els colons fins a la Guerra Yamasee de 1715.
Una dels primers poderosos aliats indis de Carolina del Sud era la tribu Westo, que durant la dècada de 1670 va dur a terme nombrosos raids d'esclaus en gairebé tots els altres grups amerindis de la regió. Estudiosos contemporanis creuen que els Westo eren un grup iroquès que havia emigrat de l'àrea dels Grans Llacs d'Amèrica del Nord, possiblement una branca del llac Erie durant les Guerres dels Castors. A finals de 1670 els colons de Carolina del Sud van entrar en conflicte directe amb els westo. La colònia va exigir que els westo cessessin d'atacar els cusabo i altres indis d'assantament. Els continus atacs westo van tenir un paper important en la decisió de Carolina del Sud de destruir els Westo, el que van fer amb l'assistència dels amerindis, en 1679-1680.
Durant el segle xviii els cusabo s'havien integrat força en la societat de Carolina del Sud, tot i que conservaven la seva identitat tribal i vivien en les seves pròpies aldees. Es va desenvolupar una relació entre els dos grups, els indis servien com una mena de policia i forces de seguretat a canvi de béns comercials, armes i diners. La colònia va pagar als cusabo per matar "bestioles", com llops, "tigres" (pumes), i ossos. Els cusabo també caçaven i venien la carn als colons. Però el seu cap de servei va ser a la captura d'esclaus africans fugitius. Les autoritats colonials de Carolina del Sud van tractar d'animar l'hostilitat entre els dos grups per evitar una aliança entre ells. Es van aprovar lleis per recompensar els indis per a la captura d'esclaus fugitius, i els va absoldre de responsabilitats si els fugitius morien en el procés. En contrast, els africans van ser castigats severament per atacar als indis. Encara en 1750, segons els informes, més de 400 "antics natius" (o indis d'assentament) vivien a Carolina del Sud, amb el seu "cap de servei" dedicant-se a la "caça, destrucció d'animals nocius i animals de presa, i la captura d'esclaus fugitius."
Durant la Guerra Tuscarora, els cusabo s'uniren a l'exèrcit de Carolina del Sud sota John Barnwell. Lluitaren contra els tuscarores a Carolina del Nord en 1711 i 1712. Part de la "Companyia Yamasee", les tropes cusabo sumaven menys de 15 homes.
En 1712 Carolina del Sud cedí l'illa de Palawana, vora l'illa Saint Helena, als cusabo, on ja hi vivien. Barnwell va fer un censa començaments de 1715 i registrà els cusabo ("corsaboy") vivint en cinc viles i amb una població de 95 homes i 200 dones i nens. Els "ITWAN", una subtribu cusabo, era registrada separadament vivint en una vila amb una població de 80 homes i 160 dones i nens.
Durant la Guerra Yamasee de 1715, els cusabo foren un dels pocs grups amerindis que es van posar del costat de la colònia de Carolina del Sud. Després de la guerra molts d'ells migraren de l'àrea, unint-se als creek o catawbes a l'oest i sud.